# قائمة مفتوحة
تُشير القائمة المفتوحة (بالإنجليزية: Open list)‏ إلى أي شكل من أشكال التمثيل النسبي لقائمة الحزب، حيث يكون للناخبين على الأقل بعض التأثير على الترتيب الذي يتم فيه انتخاب مرشحي الحزب. وهذا على النقيض من القائمة المغلقة، حيث تكون قوائم الأحزاب في ترتيب ثابت محدد مسبقًا بحلول وقت الانتخابات، ولا تمنح الناخب العام أي تأثير على ترتيب المرشحين الموجودين في قائمة الحزب.
يتيح نظام القائمة المفتوحة للناخبين اختيار الأفراد بدلاً من الأحزاب، أو بالإضافة إليها. تمنح الأنظمة المختلفة الناخب قدرًا مختلفًا من التأثير لتغيير الترتيب الافتراضي. تُسمى خيارات الناخبين للمرشحين عادةً بالتصويت التفضيلي (preference vote)؛ وعادةً ما يُسمح للناخبين بصوت تفضيلي واحد أو أكثر لمرشحي القائمة المفتوحة.
تختلف القوائم المفتوحة عن التمثيل النسبي المختلط الأعضاء، والمعروف أيضًا باسم "التمثيل النسبي الشخصي" في ألمانيا. ومع ذلك، قد تستخدم بعض الأنظمة المختلطة قوائم مفتوحة في مكون التمثيل النسبي القائم على القوائم.

## المتغيرات

### مغلق نسبيا
نظام القائمة المفتوحة "المغلقة نسبيا" هو نظام يجب أن يصل فيه المرشح إلى حصة انتخابية كاملة من الأصوات بمفرده لضمان الفوز بمقعد. العدد الإجمالي للمقاعد التي فاز بها الحزب مطروحًا منه عدد مرشحيه الذين حققوا هذه الحصة يعطي عدد المقاعد الشاغرة. ويتم بعد ذلك تخصيصها تِباعا لمرشحي الحزب الذين لم يتم انتخابهم بعد والذين احتلوا أعلى الترتيب في قائمة الحزب.

#### أمثلة
آيسلندا: في كل من الانتخابات البرلمانية والبلدية، يجوز للناخبين تغيير ترتيب قائمة الحزب أو شطب المرشحين من القائمة بالكامل. يختلف عدد الأصوات التي يجب تعديلها بهذه الطريقة للتأثير على النتائج باختلاف عدد المقاعد التي فاز بها الحزب في الدائرة الانتخابية أو البلدية المعنية ومكان المرشح في القائمة. وفي الانتخابات البرلمانية التي جرت عامي 2007 و 2009، قام الناخبون بتعديل قوائم الأحزاب بما يكفي لتغيير ترتيب المرشحين داخل القوائم الحزبية. ومع ذلك، لم يؤثر هذا على المرشحين الذين تم انتخابهم في نهاية المطاف للبرلمان.
النرويج: في الانتخابات البرلمانية، يحتاج 50% من الناخبين إلى التصويت لصالح مرشح من أجل تغيير ترتيب قائمة الحزب، وهذا يعني أنه من الناحية العملية يكاد يكون من المستحيل على الناخبين تغيير النتيجة، وهو في الواقع نظام القائمة المغلقة. في انتخابات المقاطعات هناك عتبة قدرها 8٪.

### أكثر انفتاحا
وفي نظام القائمة "الأكثر انفتاحا" (more open)، يمكن خفض حصة الانتخابات عن القيمة المذكورة أعلاه. ومن الممكن (نظريًا) بعد ذلك أن يحقق عدد أكبر من مرشحي الحزب هذه الحصة مقارنة بإجمالي المقاعد التي فاز بها الحزب. ولذلك ينبغي توضيح ما إذا كان ترتيب القائمة أو الأصوات المطلقة له الأولوية في هذه الحالة. يتم تحديد حصة الأفراد عادة إما كنسبة مئوية من حصة قائمة الحزب، أو كنسبة مئوية من إجمالي الأصوات التي حصل عليها الحزب.
مثال: الحصة هي 1000 صوت ويتم تحديد عتبة القائمة المفتوحة بنسبة 25٪ من الحصة، أي 250 صوتًا. وبالتالي فإن الحزب الذي حصل على 5000 صوت يفوز بخمسة مقاعد، ويتم توزيعها على مرشحي قائمته على النحو التالي:
| منصب المرشح على القائمة | الأصوات التفضيلية | 25% من الحصة | مُنتخب |
| ----------------------- | ----------------- | ------------ | ----- |
| #1                      | 3500              | x (الأول)    | x     |
| #2                      | 50                |              | x     |
| #3                      | 150               |              | x     |
| #4                      | 250               | x (الثالث)   | x     |
| #5                      | 100               |              |       |
| #6                      | 100               |              |       |
| #7                      | 450               | x (ثانية)    | x     |
| #8                      | 50                |              |       |
| {\displaystyle \vdots } |                   |              |       |

حصل كل من المرشحين رقم 1 و7 و4 على 25% من الحصة (250 صوتًا تفضيليًا أو أكثر). لقد حصلوا على الثلاثة الأولى من المقاعد الخمسة التي فاز بها الحزب. وسيتم أخذ المقعدين الآخرين من قبل الرقمين 2 و3، وهما أعلى موقعين متبقيين في قائمة الحزب. وهذا يعني أن رقم 5 لم يتم انتخابه على الرغم من كونه الخامس في القائمة وحصل على أصوات تفضيلية أكثر من رقم 2.
في الممارسة العملية، ومع وجود مثل هذه العتبة الصارمة، لا ينجح سوى عدد قليل جدًا من المرشحين في التقدم على قوائمهم نظرًا لأن العدد المطلوب من الأصوات ضخم. وعندما تكون العتبة أقل (على سبيل المثال في الانتخابات البرلمانية التشيكية، فإن 5% من إجمالي أصوات الحزب هو الحد الأدنى المطلوب)، فإن النتائج التي تتحدى ترتيب القائمة الأصلية تكون أكثر شيوعاً.
عادة ما تسمح الأحزاب للمرشحين بطلب الأصوات التفضيلية، ولكن دون القيام بحملات سلبية ضد المرشحين الآخرين في القائمة.

#### النمسا
يتم انتخاب أعضاء المجلس الوطني بنظام القائمة المفتوحة النسبية في تسع دوائر انتخابية متعددة الأعضاء على أساس الولايات (تتراوح في الحجم من 7 إلى 36 مقعدًا) و39 مقاطعة. يتمكن الناخبون من الإدلاء بصوت واحد للحزب وصوت تفضيلي واحد على المستوى الفيدرالي ومستوى الولاية ومستوى المنطقة الانتخابية للمرشحين المفضلين لديهم داخل هذا الحزب. الحد الأدنى المطلوب للمرشح للصعود في القائمة هو 7% من نتيجة حزب المرشح على المستوى الفيدرالي، و10% على مستوى الولاية، و14% على مستوى الدائرة الانتخابية. يتم إدراج المرشحين على مستوى المنطقة في ورقة الاقتراع بينما يحتاج الناخبون إلى كتابة مرشحهم المفضل على مستوى الولاية والمستوى الفيدرالي.

#### كرواتيا
في كرواتيا، يمكن للناخب إعطاء صوته لمرشح واحد فقط في القائمة، ولكن فقط المرشحين الذين حصلوا على 10% على الأقل من أصوات الحزب لهم الأولوية على المرشحين الآخرين في القائمة.

#### الجمهورية التشيكية
في الانتخابات البرلمانية التشيكية، يتم منح الناخبين 4 أصوات تفضيلية. لا تعطى الأولوية للقائمة إلا للمرشحين الذين حصلوا على أكثر من 5% من الأصوات التفضيلية على المستوى الإقليمي. فيما يتعلق بانتخابات البرلمان الأوروبي، فإن الإجراء متطابق ولكن يُسمح لكل ناخب بصوتين تفضيليين فقط.

#### إندونيسيا
في إندونيسيا، يتم انتخاب أي مرشح حصل على 30% على الأقل من الحصة تلقائيًا.

#### هولندا
في هولندا، يمكن للناخب إعطاء صوته لأي مرشح في القائمة (على سبيل المثال، في انتخابات مجلس النواب)؛ ويسمى التصويت لهذا المرشح "تصويتًا تفضيليًا" (voorkeurstem باللغة الهولندية). ويحصل المرشحون الذين يحصلون على 25% على الأقل من الحصة على الأولوية على مرشحي الحزب الآخرين الذين يحتلون مكانة أعلى في قائمة الحزب ولكنهم حصلوا على عدد أقل من الأصوات التفضيلية. يصوت أغلب الناس للمرشح الأفضل (top candidate)، للإشارة إلى عدم وجود تفضيل خاص لأي مرشح فردي، ولكن الدعم للحزب بشكل عام. لكن في بعض الأحيان يريد الناس التعبير عن دعمهم لشخص معين. على سبيل المثال، يصوت العديد من النساء لأول امرأة في القائمة. إذا حصل مرشح على ما يكفي من الأصوات التفضيلية، فإنه يحصل على مقعد في البرلمان، حتى لو كان موقعه في القائمة سيجعله بدون مقعد. في انتخابات عام 2003، تم انتخاب هيلبراند ناوين، وزير الهجرة والتكامل السابق، لعضوية البرلمان عن قائمة بيم فورتاين بأصوات التفضيل على الرغم من أنه كان المرشح الأخير في القائمة.

#### سلوفاكيا
في سلوفاكيا، يجوز لكل ناخب، بالإضافة إلى الحزب، اختيار من واحد إلى أربعة مرشحين من القائمة الحزبية المنظمة. يتم انتخاب المرشحين الذين يتم اختيارهم من قبل أكثر من 3٪ من ناخبي الحزب (حسب عدد الأصوات الإجمالي) أولاً، وبعد ذلك فقط يتم استخدام ترتيب الحزب. في الانتخابات الأوروبية، يختار الناخبون مرشحين اثنين، ويجب أن يحصل المرشحان على أكثر من 10% من إجمالي الأصوات لتجاوز قائمة الحزب. في الانتخابات الأوروبية عام 2009، تم انتخاب ثلاثة من أعضاء البرلمان الأوروبي الثلاثة عشر من سلوفاكيا فقط بحكم الأصوات التفضيلية (حيث كانت مواقع قوائم الحزب منخفضة للغاية بحيث لا يمكن أن يفوزوا بطريقة أخرى) وتم انتخاب واحدة فقط ( كاتارينا نيفيدالوفا من SMER) فقط بحكم موقعها في قائمة الحزب (حيث حصلت على أصوات تفضيلية أقل من عدد من المرشحين الآخرين الذين، مع ذلك، حصلوا على تفضيلات من أقل من 10٪ من ناخبي حزبهم).

#### السويد
في السويد، يحتاج الشخص إلى الحصول على 5% من أصوات الحزب لكي يتغلب التصويت الشخصي على الترتيب المحدد في قائمة الحزب. لا يزال بإمكان الناخبين التصويت دون إبداء تفضيل بين الأفراد، على الرغم من أن الأحزاب تحث ناخبيها على دعم مرشح الحزب الرئيسي، لحمايتهم من التعرض للهزيمة على يد شخص أقل مرتبة في الحزب. بلغت نسبة الناخبين الذين استخدموا خيار القائمة المفتوحة في الانتخابات العامة السويدية لعام 2022 22.49%.

### القائمة الأكثر انفتاحا

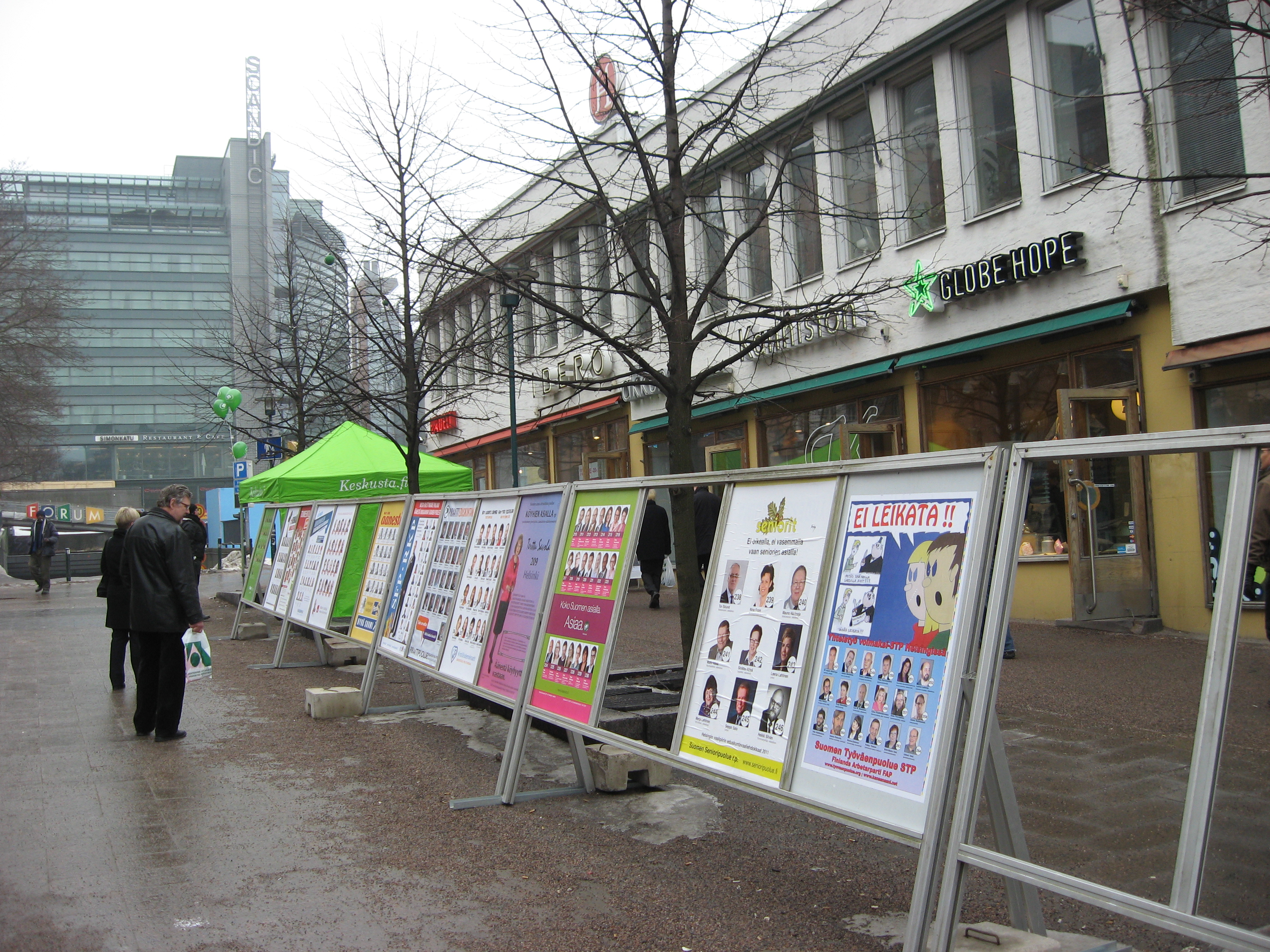
تستخدم الانتخابات البرلمانية الفنلندية أسلوب القائمة المفتوحة. تظهر هنا رفوف الملصقات الرسمية في وسط هلسنكي أسماء المرشحين وأرقام بطاقات الاقتراع المخصصة لهم حسب الحزب.

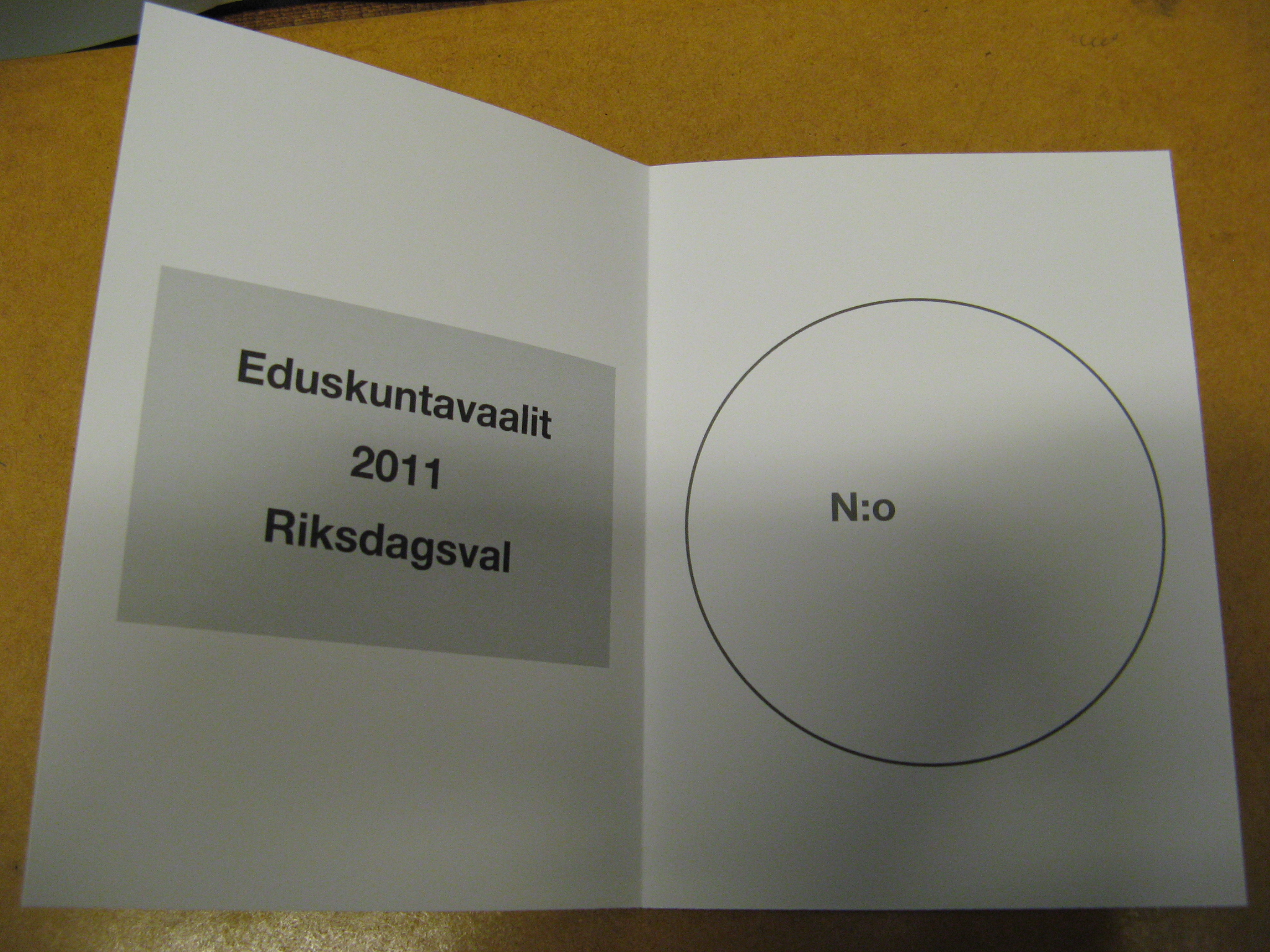
بطاقة الاقتراع خلال الانتخابات البرلمانية الفنلندية لعام 2011

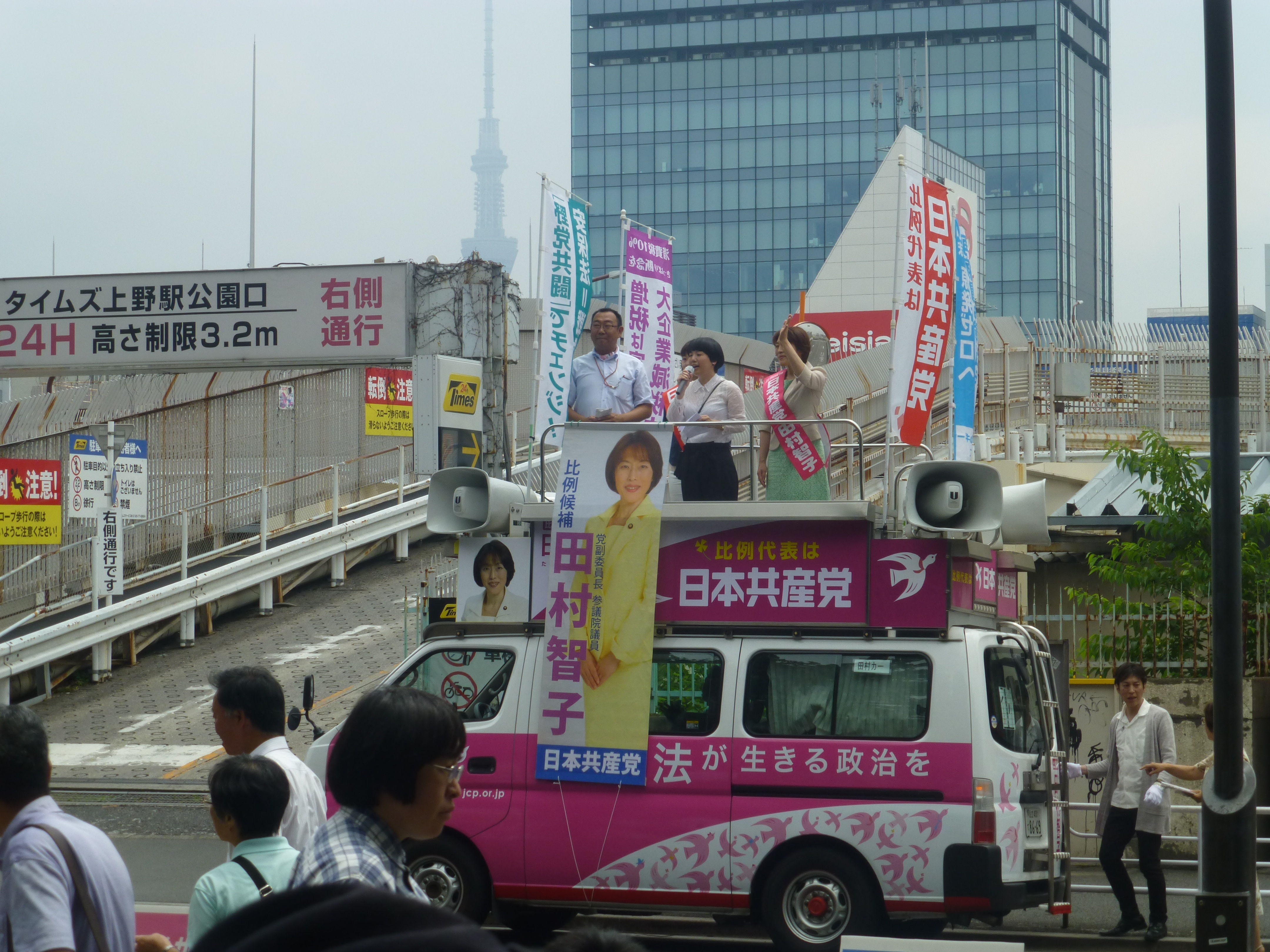
حافلة حملة في طوكيو للمرشحة الشيوعية الناجحة توموكو تامورا في انتخابات أعضاء المجلس الياباني عام 2016. حصلت تامورا على ما يقرب من نصف أصواتها في طوكيو، بينما فاز مرشحون آخرون على القائمة النسبية نفسها بمعظم أصواتهم في محافظات أخرى. الدائرة النسبية هي دائرة وطنية، ولكنها محدودة بفترة حملة قانونية قصيرة للغاية، ويركز بعض المرشحين النسبيين جهود حملتهم على مناطق معينة فقط حيث يكون لهم أو لحزبهم قاعدة محلية.

القائمة الأكثر انفتاحا (Most open list)، أو القائمة المفتوحة بالكامل (fully-open list)، أو ببساطة نظام القائمة المقتوحة (open list system) هو نظام يحدد فيه عدد الأصوات لكل مرشح ترتيب الانتخابات بالكامل. يتم استخدام هذا النظام في جميع الانتخابات متعددة المقاعد في فنلندا، ولاتفيا، والبرازيل. منذ عام 2001، تم استخدام قوائم من هذا النوع "الأكثر انفتاحا" في الانتخابات لشغل 96 مقعدا نسبيا في مجلس المستشارين الياباني الذي يتألف من 242 عضوا.[بحاجة لمصدر]

### قوائم مجانية أو باناشاج
"القائمة الحرة" (free list)، والتي تسمى عادةً "باناشاج" (panachage) أو القائمة المختلطة (mixed list)، هي شكل مختلف من القائمة الأكثر انفتاحًا حيث يمكن للناخبين دعم المرشحين في قوائم مختلفة. يتم انتخاب المرشحين عادة باستخدام التصويت التراكمي (cumulative) أو التصويت التعددي. وهذا يمنح الناخبين السيطرة الكاملة على المرشحين الذين سيتم انتخابهم، ليس فقط داخل حزب معين، ولكن حتى عبر الأحزاب المختلفة. ونتيجة لذلك، لا يضطر المستقلون إلى دعم مرشحين من حزب واحد فقط، ويمكنهم دعم المرشحين عبر قوائم متعددة، مع ضمان أن تكون النتائج متناسبة في نهاية المطاف.
يتم استخدامه في الانتخابات على جميع المستويات في ليختنشتاين ولوكسمبورج وسويسرا، وفي الانتخابات البرلمانية في الإكوادور والسلفادور وهندوراس، وكذلك في الانتخابات المحلية في غالبية الولايات الألمانية، وفي البلديات الفرنسية التي يقل عدد سكانها عن 1000 نسمة، وفي الانتخابات البلدية في جمهورية التشيك.[بحاجة لمصدر]

## شكل الاقتراع
فيما يلي بعض الطرق لتشغيل نظام القائمة المفتوحة عند استخدام التصويت الورقي التقليدي:
- إحدى الطرق (المستخدمة في بلجيكا وهولندا) هي أن يكون هناك ورقة اقتراع كبيرة تحتوي على صندوق لكل حزب وصناديق فرعية للمرشحين المختلفين. في بلجيكا، عندما يتم استخدام التصويت الإلكتروني (في فلاندر وشرق بلجيكا)، يتعين على الناخب الاختيار بقلم إلكتروني على شاشة تعمل باللمس بين القوائم والتصويت الفارغ، ثم على صفحة القائمة بين المربع العلوي (التصويت للقائمة دون تفضيل مرشحين محددين) أو المربع (المربعات) لمرشح واحد أو أكثر في نفس القائمة.[12]
- هناك طريقة أخرى (تستخدم في النرويج وسلوفاكيا وإسبانيا) وهي أن يكون لكل حزب ورقة اقتراع منفصلة. وللحفاظ على سرية الناخبين، يتم تسليم الناخب أوراق الاقتراع الخاصة بكل حزب. يختار الناخب المرشحين (أو قد يصوت للحزب ككل) على إحدى أوراق الاقتراع، على سبيل المثال، عن طريق رسم دوائر حول أرقام المرشحين (لهذا السبب تسمى عملية الإدلاء بالأصوات التفضيلية ب"التدوير" في جمهورية التشيك وسلوفاكيا). ثم يقوم الناخب بوضع ورقة الاقتراع الخاصة بالحزب داخل مظروف ويضع المظروف داخل صندوق الاقتراع.
- في البرازيل، يتم تعيين رقم لكل مرشح (حيث يكون الرقمان الأولان هما رقم الحزب والرقمان الآخران هما رقم المرشح داخل الحزب). تحتوي آلة التصويت على لوحة تشبه الهاتف حيث يضغط الناخب على الأزرار الخاصة برقم المرشح الذي اختاره. في فنلندا، يتم تخصيص رقم مكون من 3 أرقام لكل مرشح.
- في إيطاليا، يجب على الناخب أن يكتب اسم كل مرشح تم اختياره في مربعات فارغة أسفل مربع الحزب.

## الاستخدام

### حسب البلد
تستخدم بعض هذه الولايات أنظمة أخرى بالإضافة إلى القائمة المفتوحة، على سبيل المثال نظام الفائز بأعلى الأصوات في الدوائر الانتخابية الفردية. تستخدم بعض البلدان نظام القائمة المفتوحة ولا يجوز استخدامه إلا في أحد غرف الهيئة التشريعية.

#### إفريقيا
- جمهورية الكونغو الديمقراطية[13]

#### الأمريكيتان
- البرازيل[14]
- تشيلي[14]
- كولومبيا[CEPPS 1]
- الإكوادور[15]
- السلفادور[16][17][18]
- هندوراس[19]
- بنما[20]
- بيرو[21]
- سورينام[22]

#### آسيا والمحيط الهادئ
- فيجي[23]
- إندونيسيا[CEPPS 2]
- اليابان لانتخابات مجلس المستشارين[24]
- الأردن[25]
- لبنان[26]
- سريلانكا[CEPPS 3]

#### أوروبا
- ألبانيا[27]
- أرمينيا[28]
- النمسا[29]
- بلجيكا[29]
- البوسنة والهرسك[30]
- بلغاريا[31]
- كرواتيا[32]
- قبرص[29]
- التشيك[CEPPS 4]
- الدنمارك[29]
- إستونيا[CEPPS 5]
- فنلندا[29]
- ألمانيا in:[بحاجة لمصدر]
  -  Bavaria[بحاجة لمصدر]
  -  Bremen
  -  Hamburg
  - الانتخابات البلدية في ولايات مختلفة
- اليونان[29]
- آيسلندا
- إيطاليا للانتخابات الأوروبية والإقليمية والبلدية. (كانت تستخدم سابقًا للانتخابات البرلمانية الوطنية)[33]
- لاتفيا[CEPPS 6]
- ليختنشتاين[29]
- ليتوانيا[34]
- لوكسمبورغ[CEPPS 7]
- هولندا[CEPPS 8]
- النرويج[CEPPS 9]
- بولندا
- سان مارينو[29]
- سلوفاكيا[CEPPS 10]
- سلوفينيا[CEPPS 11]
- السويد[CEPPS 12]
- سويسرا[14]
- أوكرانيا[35]

#### الدول المعترف بها جزئيا
- كوسوفو
- قبرص الشمالية

### الأنواع
أنواع أنظمة القائمة المفتوحة المستخدمة في المجلس الأدنى من الهيئة التشريعية الوطنية.
| البلد                                   | الهيئة التشريعية                                          | النظام                                                                                 | النظام                                                  | نوعية القوائم المفتوحة                                             | عدد الأصوات (للمرشحين) | طريقة التوزيع                                                      | العتبة الانتخابية                                                                    | نظام الحكم                                                                         | ملاحظات |
| --------------------------------------- | --------------------------------------------------------- | -------------------------------------------------------------------------------------- | ------------------------------------------------------- | ------------------------------------------------------------------ | --- | ------------------------------------------------------------------ | ------------------------------------------------------------------------------------ | ---------------------------------------------------------------------------------- | --- |
| انتخابات في ألبانيا ‏                    | البرلمان (Kuvendi)                                        |                                                                                        | القائمة المفتوحة للتمثيل النسبي الحزبي                  |                                                                    | | طريقة هوندت                                                        | 4% على المستوى الوطني أو 2.5% في المنطقة                                             | جمهورية برلمانية                                                                   | |
| انتخابات في أرمينيا ‏                    | جمعية أرمينيا الوطنية                                     |                                                                                        | القائمة المفتوحة التمثيل النسبي لقائمة الأحزاب          |                                                                    | | طريقة هوندت                                                        | 5% (أحزاب)، 7% (كتل)                                                                 | جمهورية برلمانية                                                                   | تُجرى الانتخابات بنظام القوائم الحزبية، ولكن فقط إذا لزم الأمر لضمان أغلبية مستقرة بنسبة 54% إذا لم يتم تحقيقها إما على الفور (حزب واحد) أو من خلال بناء تحالف إذا كان أحد الأحزاب سيفوز بأكثر من ثلثي المقاعد، يتم توزيع ثلث المقاعد على الأقل للأحزاب الأخرى.            |
| انتخابات في أرمينيا ‏                    | جمعية أرمينيا الوطنية                                     | —                                                                                      | القائمة المفتوحة التمثيل النسبي لقائمة الأحزاب          |                                                                    | | طريقة هوندت                                                        | 5% (أحزاب)، 7% (كتل)                                                                 | جمهورية برلمانية                                                                   | تُجرى الانتخابات بنظام القوائم الحزبية، ولكن فقط إذا لزم الأمر لضمان أغلبية مستقرة بنسبة 54% إذا لم يتم تحقيقها إما على الفور (حزب واحد) أو من خلال بناء تحالف إذا كان أحد الأحزاب سيفوز بأكثر من ثلثي المقاعد، يتم توزيع ثلث المقاعد على الأقل للأحزاب الأخرى.            |
| انتخابات في أروبا ‏                      | البرلمان                                                  |                                                                                        | القائمة المفتوحة للتمثيل النسبي الحزبي                  |                                                                    | 0-1 | طريقة هوندت                                                        |                                                                                      |                                                                                    | |
| الانتخابات في النمسا ‏                   | المجلس الوطني                                             |                                                                                        | القائمة المفتوحة للتمثيل النسبي الحزبي                  | أكثر انفتاحا: 14% على مستوى الدائرة (من بين الأصوات للحزب المرشح)  | 1 في كل مستوى جغرافي من قائمة المرشحين                                                                                        | حصة هير                                                            | 4%                                                                                   | جمهورية برلمانية                                                                   | |
| الانتخابات في النمسا ‏                   | المجلس الوطني                                             | أكثر انفتاحا: 10% على المستوى الإقليمي (الولاية) (من بين الأصوات المخصصة لمرشحي الحزب) | القائمة المفتوحة للتمثيل النسبي الحزبي                  | حصة هير                                                            | 1 في كل مستوى جغرافي من قائمة المرشحين                                                                                        |                                                                    | 4%                                                                                   | جمهورية برلمانية                                                                   | |
| الانتخابات في النمسا ‏                   | المجلس الوطني                                             | أكثر انفتاحا: 7% على المستوى الفيدرالي (من بين الأصوات المخصصة لمرشحي الحزب)           | القائمة المفتوحة للتمثيل النسبي الحزبي                  | طريقة هوندت                                                        | 1 في كل مستوى جغرافي من قائمة المرشحين                                                                                        |                                                                    | 4%                                                                                   | جمهورية برلمانية                                                                   | |
| الانتخابات في بلجيكا ‏                   | مجلس نواب بلجيكا                                          |                                                                                        | القائمة المفتوحة للتمثيل النسبي الحزبي                  |                                                                    | بقدر ما يوجد تفويضات في المنطقة                                                                                               | طريقة هوندت                                                        | 5% (لكل دائرة انتخابية)                                                              | ملكية دستورية                                                                      | |
| الانتخابات في البوسنة والهرسك ‏          | مجلس نواب البوسنة والهرسك                                 |                                                                                        | القائمة المفتوحة للتمثيل النسبي الحزبي                  |                                                                    | 0-1 | طريقة سانت ليغو                                                    |                                                                                      | جمهورية برلمانية ذات نظام إداري                                                    | |
| انتخابات في البرازيل ‏                   | مجلس نواب البرازيل                                        |                                                                                        | القائمة المفتوحة للتمثيل النسبي الحزبي                  |                                                                    | 0-1 | طريقة هوندت                                                        | 2% موزعة على 9 وحدات اتحادية على الأقل مع 1% على الأقل من الأصوات الصحيحة في كل منها | نظام رئاسي                                                                         | |
| انتخابات في بلغاريا ‏                    | جمعية بلغاريا الوطنية                                     |                                                                                        | القائمة المفتوحة للتمثيل النسبي الحزبي                  |                                                                    | 0-1 | حصة هير                                                            | 4%                                                                                   | جمهورية برلمانية                                                                   | |
| انتخابات في تشيلي ‏                      | مجلس نواب تشيلي                                           |                                                                                        | القائمة المفتوحة للتمثيل النسبي الحزبي                  |                                                                    | 1 |                                                                    |                                                                                      |                                                                                    | |
| كرواتيا                                 |                                                           |                                                                                        | القائمة المفتوحة للتمثيل النسبي الحزبي                  |                                                                    | 0-1 |                                                                    | 5%                                                                                   |                                                                                    | |
| الانتخابات في قبرص ‏                     |                                                           |                                                                                        | القائمة المفتوحة للتمثيل النسبي الحزبي                  |                                                                    | 0-1 لكل 4 مقاعد في الدائرة |                                                                    |                                                                                      |                                                                                    | |
| التشيك                                  |                                                           |                                                                                        | القائمة المفتوحة للتمثيل النسبي الحزبي                  |                                                                    | 0-4 |                                                                    | 5%                                                                                   |                                                                                    | |
| انتخابات في جمهورية الكونغو الدمقراطية ‏ |                                                           |                                                                                        | تصويت موازي                                             |                                                                    | 0-1 إلى 0-5 حسب عدد التفويضات في المنطقة                                                                                      |                                                                    |                                                                                      |                                                                                    | |
| الانتخابات في الدنمارك ‏                 | فولكتنغ (سلطة تشريعية ذات مجلس واحد)                      |                                                                                        | القائمة المفتوحة للتمثيل النسبي على مستويين مع التعويض  |                                                                    | 0-1 |                                                                    | 2%                                                                                   |                                                                                    | |
| انتخابات في تيمور الشرقية ‏              |                                                           |                                                                                        |                                                         |                                                                    | |                                                                    |                                                                                      |                                                                                    | |
| انتخابات في الإكوادور ‏                  | المؤتمر الوطني للإكوادور                                  |                                                                                        | القائمة المفتوحة للتمثيل النسبي على مستويين مع التعويض  | —                                                                  | بقدر ما يوجد تفويضات في المنطقة، يسمح بالـ"باناشاج" (panachage)                                                               | طريقة سانت ليغو                                                    |                                                                                      |                                                                                    | |
| انتخابات في السلفادور ‏                  | الجمعية التشريعية للسلفادور                               |                                                                                        | القائمة المفتوحة للتمثيل النسبي الحزبي                  |                                                                    | بقدر ما يوجد تفويضات في المنطقة، يسمح بالـ"باناشاج" (panachage)                                                               | طريقة هوندت                                                        |                                                                                      |                                                                                    | |
| إستونيا                                 |                                                           |                                                                                        | القائمة المفتوحة للتمثيل النسبي الحزبي                  |                                                                    | 1 |                                                                    | 5%                                                                                   |                                                                                    | |
| انتخابات في فيجي ‏                       |                                                           |                                                                                        | القائمة المفتوحة للتمثيل النسبي الحزبي                  |                                                                    | 1 | طريقة هوندت                                                        | 5%                                                                                   |                                                                                    | |
| فنلندا                                  |                                                           |                                                                                        | القائمة المفتوحة للتمثيل النسبي الحزبي                  |                                                                    | 1 | طريقة هوندت                                                        |                                                                                      |                                                                                    | |
| الانتخابات في اليونان ‏                  |                                                           |                                                                                        | نظام مكافأة الأغلبية                                    |                                                                    | 0-1 إلى 0-5 حسب عدد التفويضات في المنطقة                                                                                      | طريقة المتبقي الأكبر (حصة هير)                                     | 3%                                                                                   |                                                                                    | قوائم مغلقة على مستوى البلاد وقوائم مفتوحة في الدوائر متعددة الأعضاء. يحصل الحزب الفائز على نظام مكافأة الأغلبية من 50 مقعدًا (من أصل 300)، ولكن سيتم إلغاء هذا النظام بعد انتخابين من عام 2016. في عام 2020، صوت البرلمان للعودة إلى مكافأة الأغلبية بعد انتخابين لاحقين. |
| انتخابات في هندوراس ‏                    |                                                           |                                                                                        | القائمة المفتوحة للتمثيل النسبي الحزبي                  |                                                                    | بقدر ما يوجد تفويضات في المنطقة، يسمح بالـ"باناشاج" (panachage)                                                               | طريقة المتبقي الأكبر (حصة هير)                                     |                                                                                      |                                                                                    | |
| انتخابات في آيسلندا ‏                    |                                                           |                                                                                        | القائمة المفتوحة للتمثيل النسبي الحزبي                  |                                                                    | قد يتم تغيير ترتيب المرشحين في القائمة أو شطب المرشحين المرفوضين.                                                             | طريقة هوندت                                                        |                                                                                      |                                                                                    | |
| انتخابات في إندونيسيا ‏                  |                                                           |                                                                                        | القائمة المفتوحة للتمثيل النسبي الحزبي                  |                                                                    | 0-1 | طريقة سانت ليغو                                                    | 4%                                                                                   |                                                                                    | |
| انتخابات في كوسوفو ‏                     |                                                           |                                                                                        | القائمة المفتوحة للتمثيل النسبي الحزبي                  |                                                                    | 0-5 | طريقة سانت ليغو                                                    |                                                                                      |                                                                                    | |
| الانتخابات في لاتفيا ‏                   |                                                           |                                                                                        | القائمة المفتوحة للتمثيل النسبي الحزبي                  |                                                                    | يجوز التصويت لعدد من المرشحين أو رفض عدد من المرشحين كما هو موجود في القائمة                                                  | طريقة سانت ليغو                                                    | 5%                                                                                   |                                                                                    | |
| لبنان                                   |                                                           |                                                                                        | القائمة المفتوحة للتمثيل النسبي الحزبي                  |                                                                    | 0-1 | طريقة هوندت                                                        |                                                                                      |                                                                                    | |
| ليختنشتاين                              |                                                           |                                                                                        | القائمة المفتوحة للتمثيل النسبي الحزبي                  |                                                                    | بقدر ما يوجد تفويضات في المنطقة                                                                                               |                                                                    | 8%                                                                                   |                                                                                    | |
| الانتخابات في ليتوانيا ‏                 |                                                           |                                                                                        | تصويت موازي                                             |                                                                    | 0-5 | طريقة المتبقي الأكبر (حصة هير)                                     | 5% (أحزاب)، 7% (تحالفات)                                                             |                                                                                    | |
| الانتخابات في لوكسمبورغ ‏                | مجلس نواب لوكسمبورغ                                       |                                                                                        | القائمة المفتوحة للتمثيل النسبي الحزبي                  | (Panachage) (عدد الأصوات يساوي عدد الأعضاء المنتخبين)              | يمكن التصويت للمرشحين أو حذفهم بقدر عدد المناصب المتاحة في الدائرة الانتخابية إذا كان نظام باناشاج مسموحًا.                    | طريقة هوندت                                                        | لا توجد "عتبة قانونية"                                                               | نظام برلماني                                                                       | |
| هولندا                                  | مجلس النواب                                               |                                                                                        | القائمة المفتوحة للتمثيل النسبي الحزبي                  | أكثر انفتاحا (25% من الحصة لتجاوز قائمة الحزب الافتراضية)          | 0-1 | طريقة هوندت                                                        | 0.67% (1/150)                                                                        | نظام برلماني                                                                       | |
| انتخابات في النرويج ‏                    | البرلمان                                                  |                                                                                        | القائمة المفتوحة للتمثيل النسبي على مستويين مع التعويض  | قائمة مغلقة بحكم الأمر الواقع (50% من الأصوات للإلغاء)             | قد يتم تغيير ترتيب المرشحين في القائمة أو شطب المرشحين المرفوضين.                                                             | طريقة سانت ليغو                                                    | 4%                                                                                   |                                                                                    | |
| انتخابات في بنما ‏                       |                                                           |                                                                                        | تصويت موازي                                             |                                                                    | بقدر ما يوجد تفويضات في المنطقة                                                                                               | طريقة المتبقي الأكبر (حصة هير)                                     |                                                                                      |                                                                                    | |
| انتخابات في بيرو ‏                       |                                                           |                                                                                        | القائمة المفتوحة للتمثيل النسبي الحزبي                  |                                                                    | 0-2 | طريقة هوندت                                                        | 5%                                                                                   |                                                                                    | |
| الانتخابات في بولندا ‏                   | سيم (برلمان بولندي)                                       |                                                                                        | القائمة المفتوحة للتمثيل النسبي الحزبي                  |                                                                    | 1 | طريقة هوندت                                                        | عتبة 5% أو أكثر للأحزاب الفردية، 8% أو أكثر للتحالفات أو 0% أو أكثر للأقليات.        | جمهورية برلمانية                                                                   | |
| انتخابات في سان مارينو ‏                 |                                                           |                                                                                        | الأغلبية / قائمة مفتوحة التمثيل النسبي لقائمة الأحزاب   |                                                                    | 1 | طريقة هوندت                                                        | 3.5%                                                                                 |                                                                                    | إذا لزم الأمر لضمان أغلبية مستقرة، يشارك الحزبان الحاصلان على أفضل ترتيب في جولة الإعادة للحصول على نظام مكافأة الأغلبية. |
| الانتخابات في سلوفاكيا ‏                 |                                                           |                                                                                        | القائمة المفتوحة للتمثيل النسبي الحزبي                  |                                                                    | 0-4 | طريقة المتبقي الأكبر (حصة هير)                                     | 5%                                                                                   |                                                                                    | |
| الانتخابات في سلوفينيا ‏                 |                                                           |                                                                                        | القائمة المفتوحة للتمثيل النسبي الحزبي                  |                                                                    | | طريقة المتبقي الأكبر (حصة هير)                                     | 4%                                                                                   |                                                                                    | |
| الانتخابات في سلوفينيا ‏                 | 0-1                                                       | طريقة هوندت                                                                            | القائمة المفتوحة للتمثيل النسبي الحزبي                  | 4%                                                                 | |                                                                    |                                                                                      |                                                                                    | |
| انتخابات في سريلانكا ‏                   | البرلمان                                                  |                                                                                        | القائمة المفتوحة للتمثيل النسبي على مستويين دون التعويض | (Panachage) (ما يصل إلى 3 أصوات تفضيلية)                           | 0-3 | نظام حصة هير مع حصول الحزب الأكبر على مقعد إضافي وفقًا لطريقة هوندت | 5% (حسب الدائرة الانتخابية)                                                          | نظام شبه رئاسي                                                                     | |
| انتخابات في سريلانكا ‏                   | البرلمان                                                  | —                                                                                      | القائمة المفتوحة للتمثيل النسبي على مستويين دون التعويض |                                                                    | ? | لا يوجد عتبة                                                       |                                                                                      | نظام شبه رئاسي                                                                     | |
| انتخابات في سورينام ‏                    | جمعية سورينام الوطنية                                     |                                                                                        | القائمة المفتوحة للتمثيل النسبي الحزبي                  | أكثر انفتاحا                                                       | 0-1 | طريقة هوندت                                                        | لا يوجد عتبة                                                                         | جمهورية مستقلة ذات مجلس تشريعي                                                     | |
| الانتخابات في السويد ‏                   | البرلمان السويدي                                          |                                                                                        | القائمة المفتوحة للتمثيل النسبي على مستويين مع التعويض  | أكثر انفتاحا (5% من أصوات الحزب لتجاوز القائمة الحزبية الافتراضية) | 0-1 | طريقة سانت ليغو (مقعد تسوية)                                       | 4% على المستوى الوطني أو 12% في دائرة انتخابية معينة                                 | نظام برلماني                                                                       | |
| انتخابات في سويسرا ‏                     | المجلس الوطني (المجلس الأدنى في الهيئة التشريعية الوطنية) |                                                                                        | القائمة المفتوحة للتمثيل النسبي الحزبي                  | (Panachage)                                                        | يجوز للناخبين التصويت لصالح أو حذف عدد من المرشحين يساوي عدد المقاعد المخصصة في الدائرة، مع السماح بنظام باناشاج (Panachage). | نظام هاجنباخ-بيشوف                                                 | لا يوجد عتبة                                                                         | ديمقراطية شبه مباشرة تحت نظام جمهورية إدارية مستقلة عن الجمعية نظام إداري ‏ جمهورية | |

## ملحوظات
CEPPS
1. ↑  "Country Profile: Colombia". 19 يونيو 2012. مؤرشف من الأصل في 2016-04-02. اطلع عليه بتاريخ 2012-07-08.
2. ↑  "Country Profile: Indonesia". 26 نوفمبر 2010. مؤرشف من الأصل في 2016-03-29. اطلع عليه بتاريخ 2012-06-30.
3. ↑  "Country Profile: Sri Lanka". 18 فبراير 2010. مؤرشف من الأصل في 2016-03-26. اطلع عليه بتاريخ 2012-06-30.
4. ↑  "Country Profile: Czech Republic". مؤرشف من الأصل في 2017-08-16. اطلع عليه بتاريخ 2017-08-16.
5. ↑  "Country Profile: Estonia". 15 أبريل 2011. مؤرشف من الأصل في 2016-03-30. اطلع عليه بتاريخ 2012-06-30.
6. ↑  "Country Profile: Latvia". 5 أغسطس 2011. مؤرشف من الأصل في 2016-04-02. اطلع عليه بتاريخ 2012-06-30.
7. ↑  "Country Profile: Luxembourg". 4 فبراير 2010. مؤرشف من الأصل في 2016-03-27. اطلع عليه بتاريخ 2012-07-08.
8. ↑  "Country Profile: Netherlands". 14 أكتوبر 2010. مؤرشف من الأصل في 2016-04-02. اطلع عليه بتاريخ 2012-06-30.
9. ↑  "Country Profile: Norway". 18 مارس 2011. مؤرشف من الأصل في 2016-03-24. اطلع عليه بتاريخ 2012-07-08.
10. ↑  "Country Profile: Slovakia". 1 فبراير 2012. مؤرشف من الأصل في 2016-04-01. اطلع عليه بتاريخ 2012-06-30.
11. ↑  "Country Profile: Slovenia". 28 فبراير 2012. مؤرشف من الأصل في 2016-03-29. اطلع عليه بتاريخ 2012-06-30.
12. ↑  "Country Profile: Sweden". ElectionGuide. Consortium for Elections and Political Process Strengthening. 8 أغسطس 2010. مؤرشف من الأصل في 2016-03-29. اطلع عليه بتاريخ 2012-07-08.

## روابط خارجية
- British Columbia Citizens' Assembly on Electoral Reform - A debate on the merits of open and closed lists by the Citizens' Assembly on Electoral Reform in the Canadian province of كولومبيا البريطانية, 2004.
- "Preferential Voting: Definition and Classification" - Paper presented by Jurij Toplak at the annual meeting of the Midwest Political Science Association's 67th Annual National Conference, Chicago, IL, April 2009.